# Rin Tin Tin

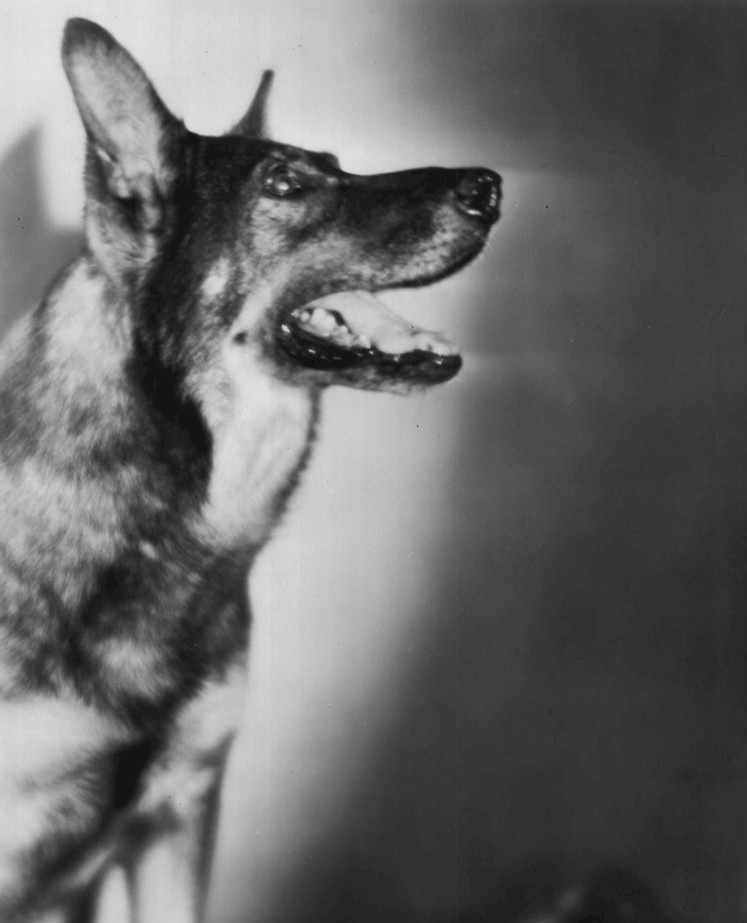
Rin Tin Tin Frozen River, 1929

Rin Tin Tin „Rinty“ (* 10. September 1918 in Lothringen; † 10. August 1932 in Los Angeles) war ein Deutscher Schäferhund, der als Tierdarsteller durch insgesamt 26 Filme und eine eigene Radiosendung in den 1920er Jahren zum Star wurde. Nach Strongheart war Rin Tin Tin der zweite von insgesamt drei Hunden, der 1960 einen eigenen Stern auf dem Hollywood Walk of Fame bekam.

## Leben
Rin Tin Tin war einer von zwei Welpen, die der US-amerikanische Soldat Lee Duncan gegen Ende des Ersten Weltkriegs in einem zerschossenen Stall im damals deutschen Lothringen entdeckte. Er nahm den Rüden und die Hündin mit nach Los Angeles, wo Nanette jedoch bald nach der Ankunft in den USA starb. Ihr Besitzer ersetzte sie später durch eine andere Hündin, der er denselben Namen gab.
Der Hund wurde vom Produzenten Darryl F. Zanuck in einer Zirkusshow entdeckt und für eine kleinere Filmrolle engagiert, mit der er seine neue Filmkamera ausprobieren wollte. Eine Warner-Brothers-Filmcrew wurde auf den Hund aufmerksam, der für eine Szene, in der ein Wolf agieren sollte, einsprang und die Szene in einem Take absolvierte. Warner Brothers waren so begeistert von Rin Tin Tin, dass sie ihn für den Film Man From Hells River engagierten, der ein überwältigender Erfolg wurde. Als einer der frühesten Filme mit Rin Tin Tin gilt die FBO-Produktion My Dad (1922). 1926 „verdiente“ Rin Tin Tin 6000 Dollar pro Woche. Zusätzlich zu seiner Beteiligung an 26 Spielfilmen hatte der Schäferhund ab 1930 seine eigene Radioshow The Wonderdog (deutsch „Der Wunderhund“), die zwar live vor Publikum im Studio produziert wurde, in der er aber von den Radiohörern nur beim Bellen gehört wurde.
Am 10. August 1932 verstarb Rin Tin Tin, im Alter von 13 Jahren, im Beisein der Schauspielerin Jean Harlow in Los Angeles. Er wurde in Frankreich auf dem Hundefriedhof Cimetière des Chiens beerdigt. Die Grabinschrift lautet: „Rin·Tin·Tin La Grande Vedette Du Cinema“.

## Filmografie

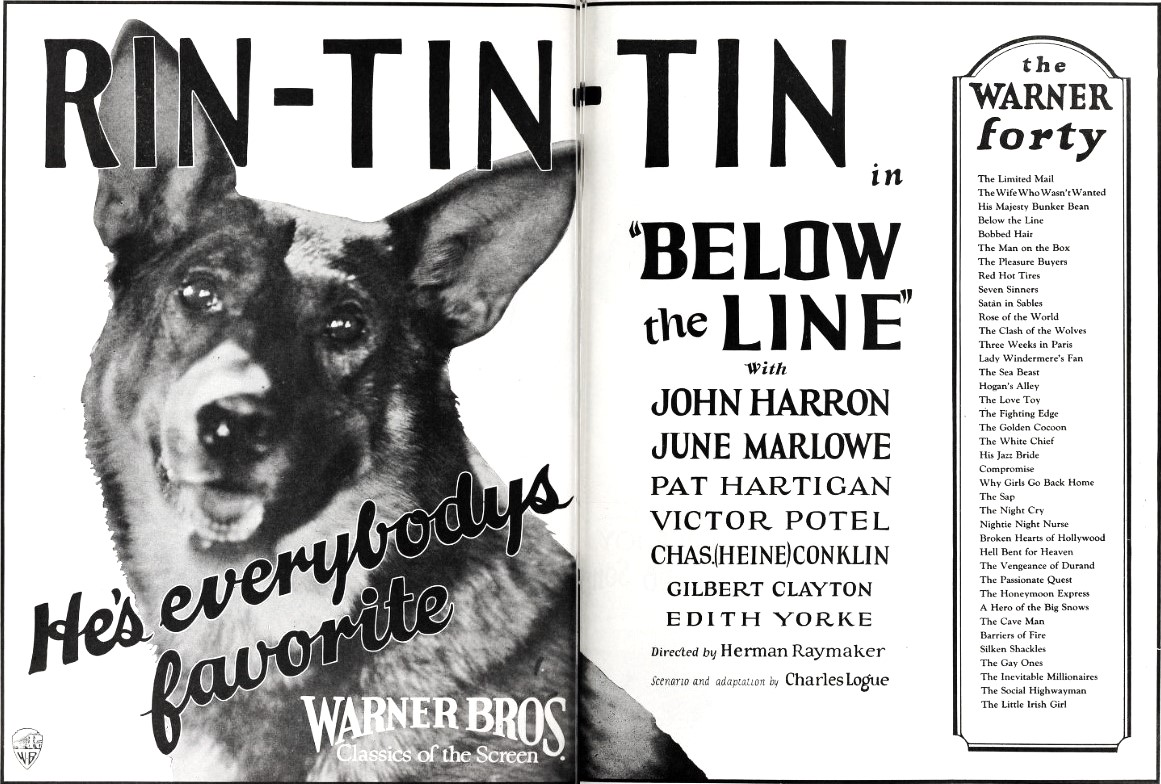
Filmposter von Below the Line (1925)

- Der blinde Wolf (The Man from Hell’s River, 1922)
- Der Hund von Karibu (Where the North Begins, 1923)
- Shadows of the North (1923)
- Rin Tin Tin rettet seinen Herrn (Find Your Man, 1924)
- Rin Tin Tins Heldentat (The Lighthouse by the Sea, 1924)
- Rin Tin Tin bei den Goldsuchern (Tracked in the Snow Country, 1925)
- Clash of the Wolves (1925)
- Below the Line (1925)
- The Night Cry (1926)
- Rin Tin Tin unter Verbrechern (While London Sleeps, 1926)
- Rin-Tin-Tin als Lebensretter (Hills of Kentucky, 1927)
- Tracked by the Police (1927)
- Rin-Tin-Tin und die Goldgräber (Jaws of Steel, 1927)
- Rin-Tin-Tins schwerster Sieg (A Race for Life, 1928)
- The Million Dollar Collar (1929)
- A Dog of the Regiment (1929)
- Tiger Rose (1929)
- The Wonderdog (1930) (Radioshow)
- The Lightning Warrior (1931)

## Folgeproduktionen mit anderen Hauptdarstellern
Die Fernsehserie The Adventures of Rin Tin Tin wurde mit einem neuen Schäferhund namens Golden Boy junior, genannt JR, zwischen 1954 und 1959 in den USA gedreht. JR, der nicht mehr aus der Duncan-Zucht stammte, sondern dem Trainer Frank Barnes gehörte, erhielt 1958 und 1959 den PATSY Award. In gefährlichen Szenen wurde er allerdings von Stuntdogs gedoubelt. Insgesamt brachte es die Serie auf 164 Folgen. Sie erzählte die Geschichte des kleinen Jungen Rusty und seines Freundes, des Schäferhundes Rin Tin Tin, in den Wirren des Wilden Westens um 1888.
- Die Serie wurde am Filmset des John-Ford-Western „Bis zum letzten Mann“ (Fort Apache, 1948) und auf 35-mm Kinofilmmaterial gedreht.
- Rin Tin Tin war die erste amerikanische Serie, die im deutschen Fernsehen gezeigt wurde. Die erste Folge wurde am 16. Februar 1956 um 21:25 Uhr im Deutschen Fernsehen ausgestrahlt. Es wurden bis 1964 nur 20 Folgen gesendet.
- Neben der erfolgreichen Fernsehserie gab es auch Bücher und Comics, die sich des Themas Rin Tin Tin annahmen.
- 1976 versuchte man die alte Abenteuerserie durch neu gedrehte Szenen aufzuwerten. Angeblich wurde hier mit Rin Tin Tin VII wieder ein Nachkomme des ersten Rin Tin Tin verwendet. Dem Versuch war aber kein Erfolg beschieden.

Zwischen 1988 und 1993 wurde in Kanada die Fernsehserie Katts und Dog gedreht. Für den US-amerikanischen Markt wurde der Name in Rin Tin Tin: K-9 Cop geändert. Hierbei handelte es sich um die Geschichte des Polizisten Hank Katts und seines Hundes Rudy. Auch dieser Name wurde für die USA in Rinty abgewandelt. Unter dem deutschen Titel Zwei wie Katz und Hund wurde die Serie bei RTL ausgestrahlt; hier trug der Hund den Namen Rinnie.
Eine für 1999 geplante Serie mit dem Titel The New Adventures of Rin Tin Tin wurde nicht verwirklicht.
1935 wirkte Rin Tin Tin Jr. in dem 12-teiligen Serial The Adventures of Rex and Rinty mit, das unter der Regie von Ford Beebe und B. Reeves Eason entstand, der auch die Geschichte schrieb. Sein Filmpartner war der Morganhengst Rex, the Wonderhorse, der ebenfalls eine beeindruckende Filmografie vorzuweisen hatte. Die Reihe wurde in Schwarzweiß gedreht, Aushangfotos, wie damals nicht unüblich, aber auch in Farbe produziert.

## Sonstiges
- Rin Tin Tins Stern der Kategorie „Film“  befindet sich auf dem Hollywood Walk of Fame auf der Höhe von 1623 Vine Street.
- Seine Nachfolger wurden „Rin Tin Tin Jr.“, der von 1932 bis 1939 in 13 Kinofilmen eingesetzt wurde, und „Rin Tin Tin III“, der nur 1939 und 1947 in je einem Kinofilm auftrat.
- Rantanplan, der einfältige Wachhund aus den Lucky-Luke-Abenteuern, der 1960 erstmals in Erscheinung trat, verdankt seinen Namen Rin Tin Tin. Er kann als Gegenstück des cleveren Schäferhundes gelten.[6]

## Darstellungen von Rin Tin Tin

### In Büchern und Comics
Über das Leben und Wirken von Rin Tin Tin gibt es zahlreiche Bücher, Comics und sonstige Berichte sowie fiktionelle Darstellungen. Auch über seinen Sohn „Rinty“ haben Julie Campbell und Rene Martin ein Buch veröffentlicht (Rinty: An Original Story Featuring Rinty, Son Of The Famous Movie Dog, Rin Tin Tin.).

#### Englischsprachige Publikationen
Über Rin Tin Tin gab es schon in den 1920er Jahren Bücher und es folgten auch Abenteuer in Comics, die dann ab 1954 von Dell Comics für 10 Cents herausgegeben wurden und ab November 1963 bei Gold Key. 1956 erschien ein Ausmalbuch beim Verlag Whitman. Verschiedene Geschichten, geschrieben von Monica Hill und illustriert von Mel Crawford, erschienen in der Reihe A Little Golden Book in den 1950er Jahren. Weitere Geschichten mit demselben Illustrator, aber geschrieben von Charles Spain Verral, erschienen auch in der Reihe A Big Golden Book.
- 1927: Little Folks' Story of Rin-Tin-Tin. Hardcover, Whitman Publishing
- 1954: Julie Campbell: Rin Tin Tin's RINTY - An Original Story Featuring Rinty, Son of the Famous Movie Dog, Rin Tin Tin. Whitman Publishing
- 1954: Rin Tin Tin and Rusty. Comics
- 2004: Rin Tin Tin: Top Dog in the Movies. McGraw-Hill Education, Reading Leveled Books, McGraw-Hill - ISBN 0-02-185102-6
- 2012: Susan Orlean: Rin Tin Tin: The Life and the Legend ISBN 978-1439190142[8]

#### Deutschsprachige Belletristik
Basierend auf Filmen und Fernsehserie gab es zwei Buchreihen, die in deutscher Sprache beide in den 1960er-Jahren erschienen.
Engelbert
Der Engelbert-Verlag brachte einige Romane heraus, die von verschiedenen Autoren geschrieben und allesamt von Hansheinz Werner übersetzt wurden.
- Bd. 1: Unruhen im Apache-Fort (Originaltitel: Rin Tin Tin and Call to Danger; Doris Schroeder, 1957)[9]
- Bd. 2: Das Geheimnis des schwarzen Wagens (Rin Tin Tin and the Ghost Wagon Train; Cole Fannin, 1961; später als ISBN 3-536-01080-6 (deutsch) bzw. ISBN 987-776-228-5 (englisch))
- Bd. 3: Kurier bei Nacht (The revolt of Strong Buffalo; George Giersen, 1963)
- Bd. 4: Feuerschein über dem Sattel-Pass (Fire lights the saddle peak; George Giersen, 1963)
- Bd. 5: Mit Rusty in den Weißen Bergen (George Giersen, 1964)
- Bd. 6: Comanchen auf Kriegspfad (George Giersen, 1965)
- Bd. 7: Gold in den Sangre Bergen (George Giersen, 1966)

Tessloff
Im Tessloff Verlag (damals: Neuer Tessloff Verlag) gab es die Reihe „Fernseh-Abenteuer“ mit insgesamt acht Bänden zu Rin Tin Tin. Diese waren eher für jüngere Leser gedacht und reich illustriert. Verfasst wurden die Bücher von Henri Arnoldus und Albert Van Nerum; die Illustrationen stammten ab dem 3. Band von Gerd Werner. Abgesehen von den Hauptfiguren wurde kaum etwas aus der Serie übernommen; lediglich die Einbandillustration zeigte in der Regel Motive mit Lee Aaker (Rusty), Rin Tin Tin und zumeist auch James Brown (Lt. Ripley Masters).
- Bd. 1: Ist Sheriff Porter schuldig? (1960)
- Bd. 2: Überfall auf Fort Jefferson (1961; Anm.: Auf dem Umschlag ist der Titel fälschlicherweise mit Ford Jefferson angegeben)
- Bd. 3: Der giftige Pfeil (verm. 1961)
- Bd. 4: Der wilde Hengst (1961)
- Bd. 5: Gelber Fuchs plant Verrat (1961)
- Bd. 6: Der verdächtige Scharfschütze (1962)
- Bd. 7: Rusty ist verschwunden
- Bd. 8: Die Wolfsjagd

### In Songtexten
- Leonard Cohen: Im Song „Is this what you wanted“ (Textzeile: „You were the whore and the beast of Babylon. I was Rin Tin Tin“) auf dem Album New Skin for the Old Ceremony (1974)[10]
- Enrique Y Ana: Rin-Tin-Tin (1977)[11]
- Leevi and the Leavings: Rin-Tin-Tin, auf dem Album Häntä koipien välissä (1988)[12]
- The Last Shadow Puppets: in der Coverversion von „Is this what you wanted“ auf The Dream Synopsis (2016)[13]

### In Filmen
- Rin Tin Tins Leben wurde unter der Regie von Danny Lerner als Rin Tin Tin – Ein Held auf Pfoten (Finding Rin Tin Tin, 2007) verfilmt.[14]